# Phtheochroa cartwrightana
Phtheochroa cartwrightana es una especie de polilla de la familia Tortricidae. 

## Distribución
Se encuentra en América del Norte, donde se ha registrado en Manitoba, Maine y Ohio.